# Bai (torrente)
Il Bai (anticamente Baj) è un torrente della provincia di Grosseto, in Toscana.

## Percorso
Il torrente nasce poco a nord dell'abitato di Sassofortino, sul lato orientale del Sassoforte, e attraversa da nord a sud il territorio comunale di Roccastrada. Il Bai forma una piccola valle tra i rilievi collinari di Montemassi e di Roccastrada, e lungo il suo tragitto, sul lato destro, si trovano i ruderi dell'abbazia di San Salvatore a Giugnano. Dopo aver lambito sul lato orientale la fattoria di Lattaia, il Bai prosegue fino al Pian della Pescaia di Sticciano Scalo, dove insieme al Rigo confluisce nel torrente Fossa presso la Villa Tolomei.